# Tough (manga)
Tough, conocida en Japón como High School Exciting Story: Tough (高校鉄拳伝タフ Kōkō Tekken-den Tough?, tdl. ‘Tough: High School Iron Fist Legend’), es una serie manga japonesa de artes marciales escrita e ilustrada por Tetsuya Saruwatari. Se serializó en la revista de manga seinen de Shueisha Weekly Young Jump desde el 1993 al 2003, recopilando 42 volúmenes tankōbon. Una serie secuela, titulada Tough, se publicó en la misma revista entre 2003 y 2012, con 39 volúmenes.
Una adaptación de la serie de animación de video original (OVA) de tres episodios fue lanzada en 2002. En América del Norte, fue lanzada como Shootfighter Tekken, por Central Park Media en 2004. Una serie spin-off, titulada Oton, se ha publicado de forma irregular en tres revistas de Shueisha. Otra serie, titulada Tough: Ryū wo Tsugu Otoko, comenzó en la revista Weekly Playboy de Shueisha en 2015.

## Sinopsis
La historia sigue a Kiichi "Kiibo" Miyazawa, un estudiante de 17 años, y su padre, Seiko Miyazawa, quien lo entrena en el arte marcial secreto de su familia, Nadashinkage-ryu. Kiichi es un apasionado de las artes marciales y busca volverse más fuerte participando en peleas callejeras y torneos en todo Japón y el extranjero. Su arte marcial implica una combinación de puñetazos, patadas, lanzamientos, agarres y el conocimiento de puntos de presión. El viaje de Kiichi está impulsado por el deseo de volverse fuerte y probar sus habilidades contra diferentes luchadores.

## Personajes
Kiichi Miyazawa (宮沢 憙一 Miyazawa Kiichi?) / Kiibo (キー坊?)
Kiibo se ha entrenado desde la infancia en el Nadashinkage-ryū —un arte marcial centrado en el asesinato— con el objetivo de suceder a su padre como próximo heredero. En su camino para convertirse en maestro, Kiibo debe colaborar con un heterogéneo grupo de amigos, enfrentándose al desafío de derrotar a sus numerosos adversarios sin emplear las técnicas letales propias de su estilo de lucha, una ideología que su tío considera una "debilidad".
Seiko Miyazawa (宮沢 静虎 Miyazawa Seiko?) / Oton (オトン?)
14° maestro del Nadashinkage-ryū. De personalidad calmada, no rehúye el combate cuando es necesario. Antes del nacimiento de Kiichi, Seiko fue uno de los luchadores más destacados a nivel mundial. Su combate de retiro contra Iron Kiba sigue siendo recordado.
Kiryu Miyazawa (宮沢 鬼龍 Miyazawa Kiryu?)
Hermano gemelo de Seiko y tío de Kiichi, Kiryu, a diferencia de su hermano, es malvado y completamente despiadado. En la historia paralela «Oton», se revela que Kiryu tuvo un hijo con la hija del Presidente de los Estados Unidos. Uno de sus hijos, Ryusei Nagaoka, es un personaje principal en la tercera serie.
Sonō Miyazawa (宮沢 尊鷹 Miyazawa Sonō?)
El hermano mayor de los Miyazawa, dado por muerto a manos de Kiryu según la historia de fondo de la serie, reapareció como el Rey de Batalla del Hyper Battle, título que ostenta gracias a su gran habilidad de combate y a su dominio de una técnica especial que le permite alterar su apariencia.
Kintoki Miyazawa (宮沢 金時 Miyazawa Kintoki?)
13° maestro del Nadashinkage-ryū. Padre de Seiko y abuelo de Kiichi.

## Media

### Manga
Escrito e ilustrado por Tetsuya Saruwatari, Tough: High School Iron Fist Legend fue serializado en la revista de manga seinen de Shueisha Weekly Young Jump de 1993 a 2003.Shueisha recopiló sus capítulos en 42 volúmenes tankōbon, publicados entre el 13 de marzo de 1994, y el 18 de julio de 2003.En América del Norte, Viz Media publicó seis volúmenes de la primera serie.Debido a la violencia gráfica, se omitieron algunos capítulos y páginas antes de su descontinuación.
Una serie secuela, Tough (título en escritura latina), continuó su serialización en la revista a partir del 31 de julio de 2003,y finalizó el 19 de julio de 2012.Shueisha recopiló los capítulos en 39 volúmenes tankōbon, publicados desde el 19 de enero de 2004,hasta el 17 de agosto de 2012.
Una serie gaiden, titulada  (おとん Oton?), se publicó irregularmente en Young Jump Zōkan Mankaku de Shueisha (de 2001 a 2008), y ja (en 2009). Se publicaron dos volúmenes el 19 de enero de 2004,y el 19 de febrero de 2008.En 2021 se publicó otro capítulo en Grand Jump.
Otra serie, titulada Tough: Ryū wo Tsugu Otoko (TOUGH 龍を継ぐ男?  tdl. ‘Tough: The Man Who Inherits the Dragon’)  comenzó a publicarse en Weekly Playboy el 21 de diciembre de 2015. Shueisha lanzó el primer volumen el 19 de mayo de 2016.Hasta el 17 de noviembre de 2023 se habían publicado 29 volúmenes.

### Anime
La serie fue adaptada a una animación de video original (OVA) de tres episodios animada por AIC. Los dos primeros episodios fueron distribuidos por Spike en Japón y lanzados el 31 de enero y el 28 de marzo de 2002.
Fue licenciado en América del Norte por Central Park Media como Shootfighter Tekken.Los dos primeros episodios fueron lanzados el 24 de agosto y el 19 de octubre de 2004, respectivamente, mientras que el tercer episodio, inédito en Japón, fue lanzado el 7 de diciembre de ese mismo año.

### Videojuego
Un videojuego basado en la serie titulado Tough: Dark Fight fue lanzado para la consola PlayStation 2 en Japón el 1 de diciembre de 2005. Este juego de lucha se desarrolla durante los dos años entre las dos series de manga. El juego presenta varios personajes del manga e introduce como ocho personajes nuevos.